# Гернгросс, Борис Владимирович
Бори́с Влади́мирович Гернгросс (1878 — 1943) — начальник Елисаветградского кавалерийского училища, генерал-майор.

## Биография
Православный. Из старинного дворянского рода.
Окончил Петровский Полтавский кадетский корпус (1896) и Михайловское артиллерийское училище (1899), откуда был выпущен подпоручиком в 17-ю конно-артиллерийскую батарею.
Произведен в поручики 19 августа 1901 года, в штабс-капитаны — 21 августа 1905 года. В 1906 году окончил Николаевскую академию Генерального штаба по 1-му разряду и 3 мая того же года был произведён в капитаны «за отличные успехи в науках». В 1907 году окончил курс Офицерской кавалерийской школы. Цензовое командование эскадроном отбывал в 10-м уланском Одесском полку (1907—1909).
26 ноября 1909 года переведен в Генеральный штаб с назначением старшим адъютантом штаба 11-й кавалерийской дивизии. 6 марта 1912 года назначен старшим адъютантом штаба 9-й кавалерийской дивизии. 27 сентября 1913 года отчислен от должности с прикомандированием к Елисаветградскому кавалерийскому училищу для преподавания военных наук, 6 декабря того же года произведен в подполковники.
С началом Первой мировой войны был прикомандирован к 12-му Донскому казачьему полку. 14 апреля 1915 года назначен исправляющим должность начальника штаба 16-й кавалерийской дивизии, 12 июня того же года — и. д. начальника штаба 3-й Донской казачьей дивизии. 15 июня 1915 года произведен в полковники. 7 февраля 1917 года назначен командиром 14-го гусарского Митавского полка, а 16 сентября того же года — в резерв чинов при штабе Двинского военного округа. В конце 1917 года был произведен в генерал-майоры.
С 17 октября 1917 года вновь состоял преподавателем при Елисаветградском кавалерийском училище. В декабре 1917 был командиром украинизированной части. В 1918 году служил в гетманской армии, был переименован в генеральные хорунжие. 24 сентября 1918 года назначен начальником Елисаветградского кавалерийского училища. После падения режима Скоропадского участвовал в Белом движении в составе ВСЮР. С 10 января 1920 года вновь командовал 14-м гусарским полком. Состоял в штабе 2-й кавалерийской дивизии до эвакуации Крыма. Галлиполиец, был командиром 3-го кавалерийского полка, затем 2-й кавалерийской бригады.
В эмиграции в Югославии. Состоял членом Общества офицеров Генерального штаба и председателем полкового объединения в Горице. Был командиром 2-й бригады кавалерийской дивизии Русской армии. В сообщении пражской резидентуры Иностранного отдела ОГПУ характеризовался как

Старый образованный офицер Ген[ерального] штаба. Хороший боевой кавалерийский начальник. Способен командовать дивизией. Пользуется огромным авторитетом среди подчиненных и среди офицеров Ген[ерального] штаба, которых неустанно толкает заниматься наукой.

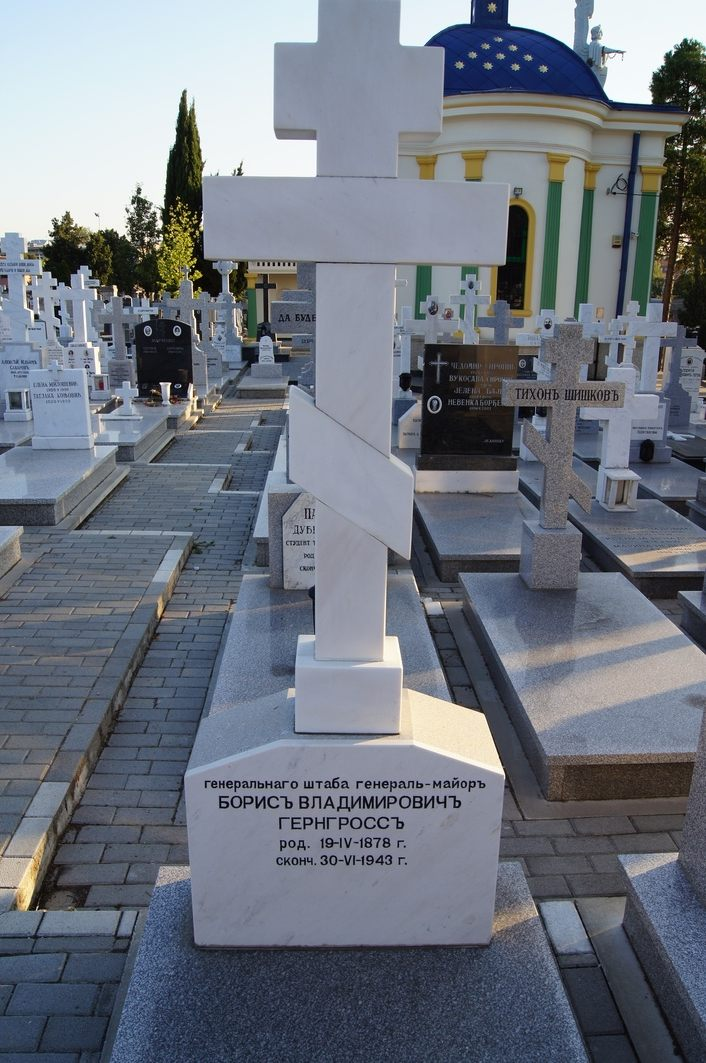
Надгробие на Новом кладбище

Преподавал на Высших военно-научных курсах в Белграде. Умер в 1943 году. Похоронен на Новом кладбище.

## Награды
- Орден Святого Станислава 3-й ст. (1911)
- Орден Святой Анны 3-й ст. (1913)
- Орден Святого Владимира 4-й ст. с мечами и бантом (ВП 08.02.1915)
- Орден Святой Анны 4-й ст. (ВП 15.02.1915)
- Орден Святого Станислава 2-й с мечами (ВП 13.04.1915)